# Злокучене (Софийска област)
Вижте пояснителната страница за други значения на Злокучене.
Злокучене е село в Западна България. То се намира в Община Самоков, Софийска област.

## География
Село Злокучене се намира в планински район. 7км на разстояние от гр. Самоков. В долния край на селото преминава река Искър. Разстоянието до язовир Искър е 9км, а до гр. София 50км.

## Население
- 1934 г. – 578 жители
- 1946 г. – 693 жители
- 1956 г. – 692 жители
- 1975 г. – 598 жители
- 1992 г. – 442 жители
- 2001 г. – 332 жители
- 2008 г. – 280 жители
- 2009 г. – 271 жители
- 2010 г. – 265 жители
- 2011 г. – 262 жители

## Културни и природни забележителности
- Църква „Свети Никола“
- Манастир „Света Петка“

## Редовни събития
Съборът на селото се състои последната събота на месец юли.